# Xã Perry, Quận Greene, Pennsylvania
Xã Perry (tiếng Anh: Perry Township) là một xã thuộc quận Greene, tiểu bang Pennsylvania, Hoa Kỳ. Năm 2010, dân số của xã này là 1.521 người.